# Crespià
Crespià település Spanyolországban, Girona tartományban. Crespià Cabanelles, Navata, Esponellà és Maià de Montcal községekkel határos. Lakosainak száma 250 fő (2024).

## Népesség
A település népessége az elmúlt években az alábbi módon változott:
| Lakosok száma | 297  | 593  | 516  | 393  | 228  | 227  | 253  | 245  | 246  | 250  |
|               | 1717 | 1887 | 1936 | 1960 | 1986 | 2004 | 2009 | 2014 | 2019 | 2024 |